# 綏中北駅
綏中北駅（すいちゅうきたえき）は中華人民共和国遼寧省葫芦島市綏中県にある、中国鉄路総公司（CR）京哈線（秦瀋旅客専用線）の駅。瀋陽鉄道局所属の4等駅に設定されている。

## 駅構造
相対式ホーム2面2線を持つ。中央の2線は通過線（本線）となっており、ホームに接しているのは副本線である。

## 駅周辺
- 綏中県運達公交公司第一分公司
- 京哈高速道路綏中インターチェンジ

## 歴史
- 2003年 - 開業。

## 隣の駅
中国鉄路総公司
京哈線（中国鉄路総公司）
東戴河駅 - 綏中北駅 - 葫芦島北駅